# HD 1461 b
HD 1461 b是一顆系外行星，母星是位於鯨魚座，距離76光年遠，視星等6等的G-型恆星HD 1461。這顆行星的質量不低於8.1地球質量，精確的軌道距離是0.063434天文單位，離心率0.04。
目前還不知道這顆行星是像天王星、海王星的氣體巨星，還是構造像地球的柯洛7b。這顆行星是凱克天文台和澳洲天文台使用徑向速度法在2009年12月14日發現的。